# Churchill Falls
Churchill Falls é uma queda d'água cujo nome foi dado em homenagem do ex-primeiro-ministro britânico, Winston Churchill. A queda d'água tem cerca de 75 metros (245 pés) de altura, e está localizada no rio Churchill (antes de 1965, quando o rio era chamado de rio Hamilton, as quedas eram chamadas de Grand Falls) em Terra Nova e Labrador no Canadá.